# Autostrada R 7
Die Autostrada R 7 (albanisch für Autobahn Route 7) ist eine über 100 Kilometer lange Autobahn im Kosovo in Südwest-Nordost-Richtung, die teilweise fertiggestellt, in Bau oder in Planung ist. Teile der Strecke bestehen bereits als Schnellstraße. Die R 7 soll als Verlängerung der albanischen Autostrada A1  den albanischen Hafen von Durrës mit der kosovarischen Hauptstadt Pristina verbinden und weiter in Richtung Niš (Serbien) führen. Die Autobahn trägt als Erinnerung an den ehemaligen Präsidenten des Kosovo den Beinamen Ibrahim Rugova.

## Geschichte
Die auch unter dem Namen Autobahn Vërmica–Pristina–Merdare bekannte Strecke war der erste Teil des kosovarischen Autobahnnetzes. Die ersten 38 Kilometer wurden am 12. November 2011 für den Verkehr freigegeben.
Im September 2017 sollte der nächste Teil von Truda / Besia nach Podujeva fertiggestellt werden.
Das gesamte Projekt wurde ursprünglich in neun Bausektionen unterteilt. 2009 wurden dann erstmals sieben Baufirmen für den engeren Kreis der möglichen Erbauer genannt: Strabag (Österreich), Alpine (Österreich), Porr (Österreich), Pizzarotti (Italien), Terna (Griechenland), Marykol (Türkei) und das US-amerikanisch/türkische Joint Venture Bechtel & Enka (BEJV, siehe Bechtel & Enka). Bechtel & Enka gewann schließlich die komplette Projektausschreibung unter Ausschluss der Bausektion 6.

## Streckenführung

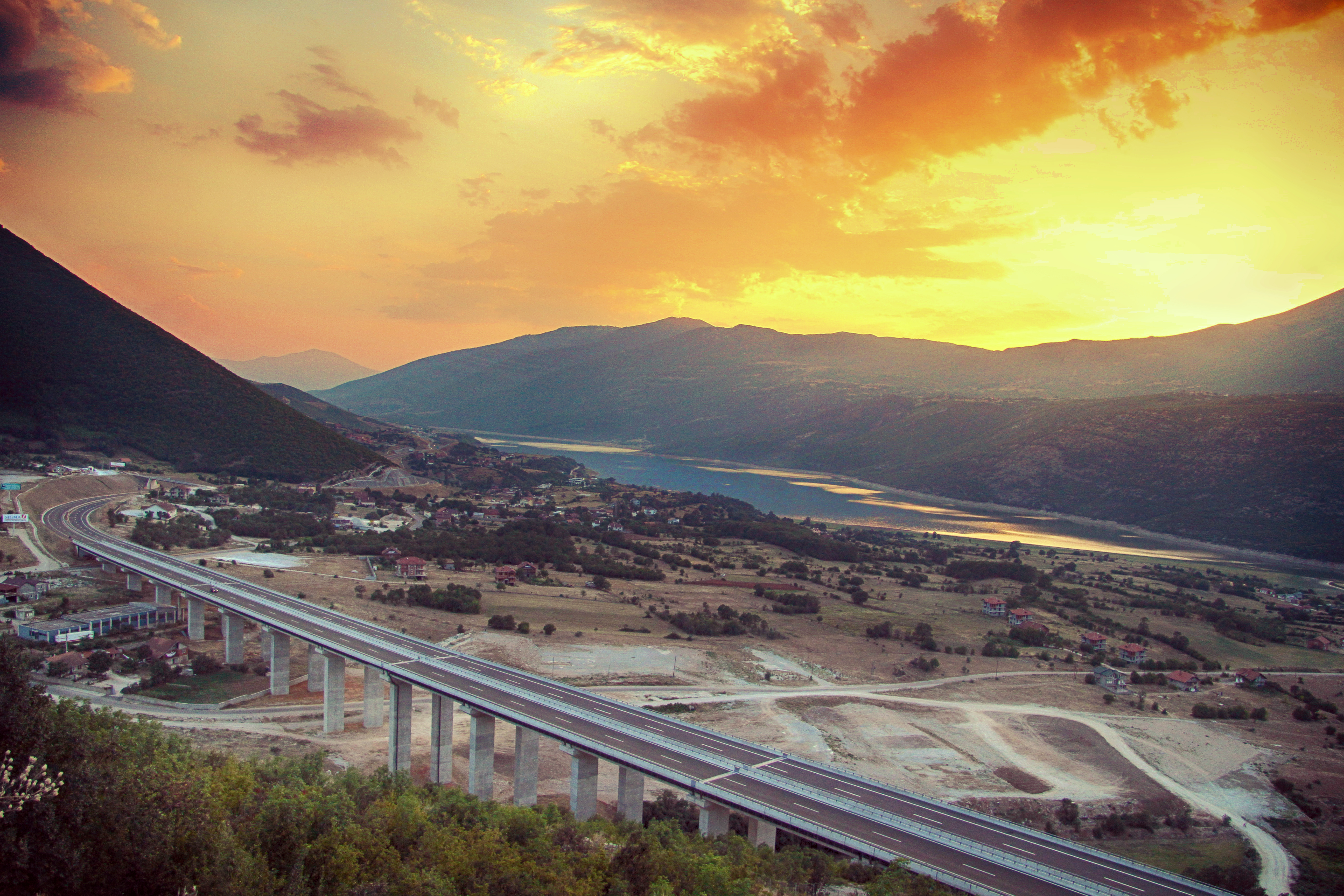
Die R 7 zwischen albanisch-kosovarischer Grenze und Prizren

Die Autobahn beginnt im Südwesten des Landes führt vom Grenzübergang Vërmica an der Grenze zu Albanien über Prizren und Suhareka nach Duhla in östlicher Richtung weitestgehend parallel zur Nationalstraße M-25. Bei Duhla schwenkt sie nach Norden, um über Malisheva bei Balinca auf die Nationalstraße M-9 zu treffen. Der von dort nach Osten führende Streckenabschnitt Balinca – Sllatina e Madhe wird auf absehbare Zeit durch die bereits autobahnähnlich ausgebaute M-9 gebildet. Bei Sllatina e Madhe zweigt dann die Autobahn wieder von der M-9 ab und führt als Westumfahrung an Pristina vorbei. Die Autobahn endet vorerst an der Anschlussstelle Pristina-Nord und geht dort in die Nationalstraße M-25 über.

## Internationale Verbindungen

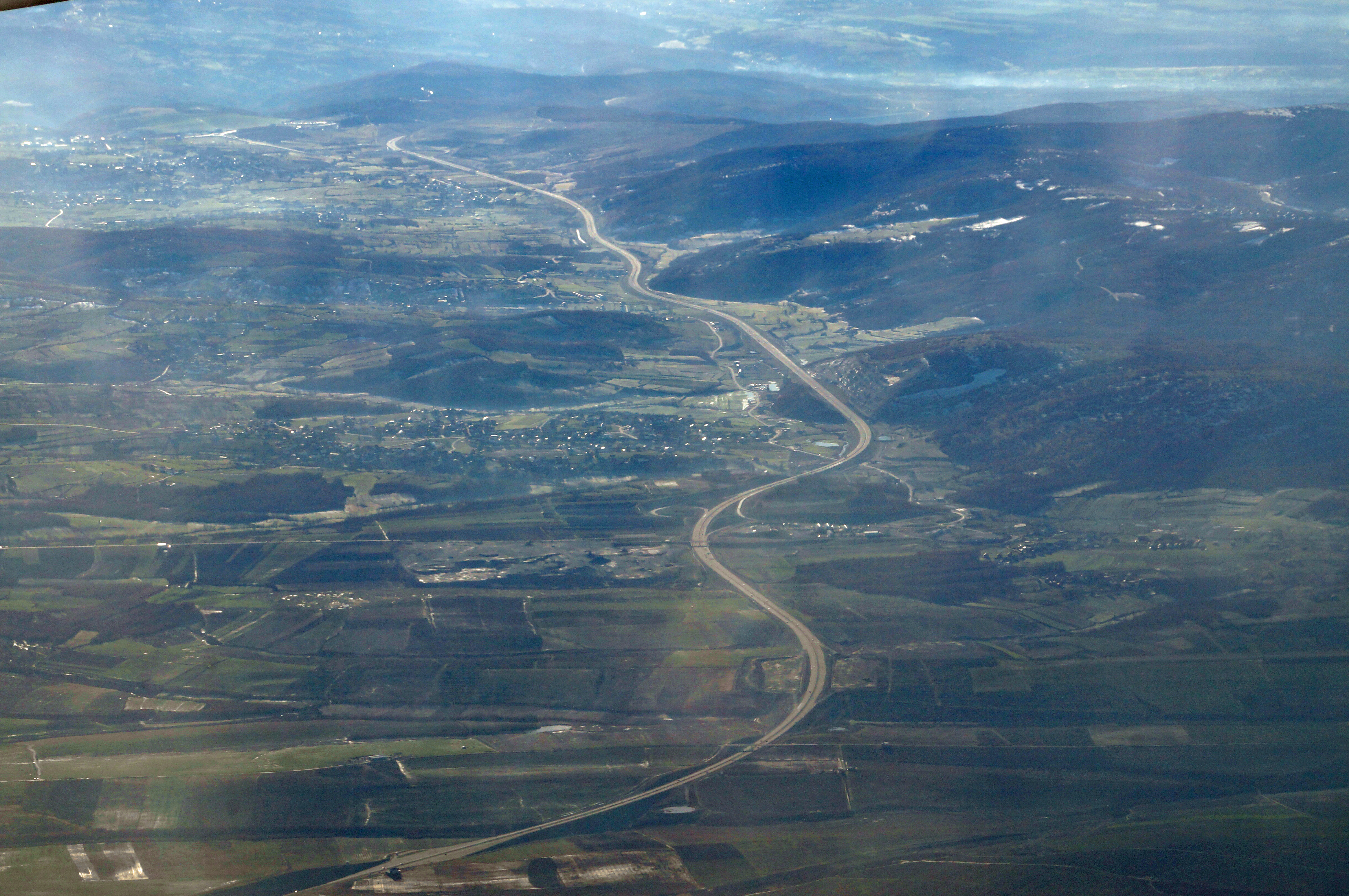
Die Autobahn in Zentralkosovo

Langfristig ist ein Weiterbau der R 7 von Pristina nach Prapashtica an der kosovarisch-serbischen Grenze zur weiteren Verbindung mit dem für den Westbalkan bedeutsamen Paneuropäischen Verkehrskorridor X bei Niš geplant. Im November 2012 verständigten sich die beiden Ministerpräsidenten Kosovos und Serbiens, Hashim Thaçi und Ivica Dačić, auf eine Autobahnverbindung zwischen Niš und Pristina. Demnach wollten die beiden Länder im Bereich der Infrastruktur ihre politischen Differenzen beilegen. Auch wollten sie 2014 für die Autobahnverbindung eine technische Arbeitsgruppe für die Durchführbarkeit des Projekts gründen. Das bedeutende Treffen fand in Brüssel unter der Führung von Catherine Ashton, der Hohen Vertreterin der EU für Außen- und Sicherheitspolitik.
Eine Verlängerung der Autobahn zum Paneuropäischen Verkehrskorridor X bei Niš in Serbien war 2017 in der Vorplanungsphase. Die serbische Ministerin für Bau, Transport und Infrastruktur, Zorana Mihajlović, kündigte im Frühjahr 2017 an, dass die Projektunterlagen bis Sommer 2017 fertig gestellt sein würden, so dass 2018 der Bau des 77 km langen Abschnitts von Niš nach Merdare beginnen könnte. Für Serbien galt die Strecke als wichtigstes Infrastruktur-Projekt.

## Tempolimit und Maut
Die Höchstgeschwindigkeit im Abschnitt zwischen Vërmica und Prizren-Süd wurde auf 120 km/h festgelegt; der folgende Streckenabschnitt Prizren-Süd bis Suhareka ist für 130 km/h freigegeben.
Bis zur vollständigen Fertigstellung der Autobahn soll keine Maut erhoben werden. Die Ausfahrten sind aber bereits für ein geschlossenes, streckenabhängiges Mautsystem vorbereitet worden.

## Baufortschritt

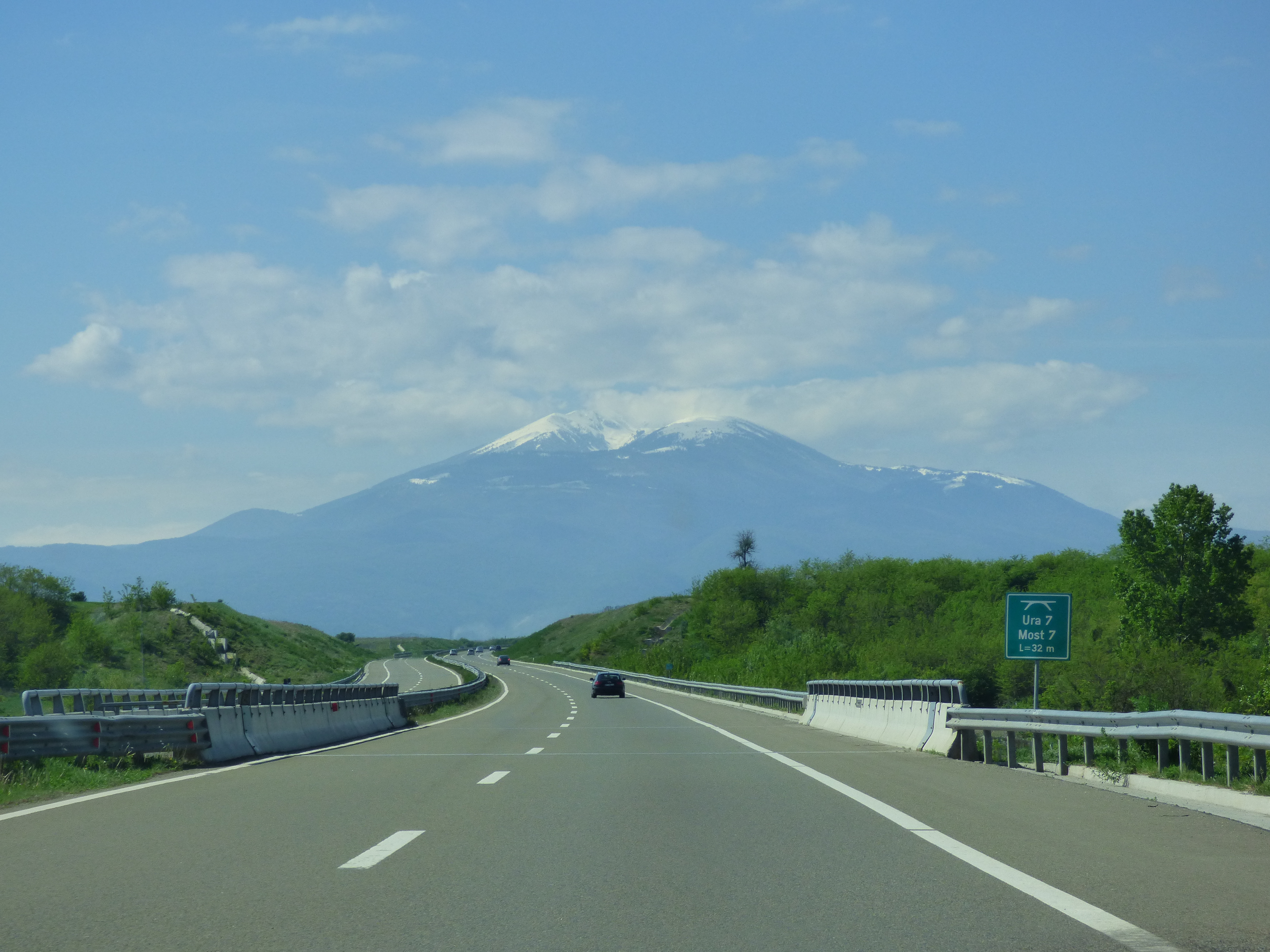
Die R 7 bei Malisheva

Im April 2010 wurden die Verträge zwischen Bechtel & Enka und der kosovarischen Regierung unterzeichnet und anschließend die Bauarbeiten in den ersten drei Bausektionen (kosovarisch-albanische Grenze bis Suhareka) begonnen. Bereits im April 2011 begannen dort die Asphaltierungsarbeiten. Diese wurden im Oktober 2011 abgeschlossen und die Strecke wurde am 12. November 2011 dem Verkehr übergeben. Die Autobahn endete bei Kilometer 38 in Form einer temporären Ausfahrt bei Sllapuzhan.
In den Sektionen 4 und 5 bis zur Anbindung an die M-9 (Peja–Pristina) südwestlich von Drenica haben die Bauarbeiten im Oktober 2010 bzw. Januar 2011 begonnen. Der Abschluss der Arbeiten wurde für Oktober 2012 prognostiziert. Nachdem bereits am 13. Juli 2012 wurde ein kurzes Teilstück vom bisherigen Autobahnende bei Sllapuzhan bis zur Ausfahrt Duhël (Kilometer 41,7) für den Verkehr freigegeben wurde, erfolgte am 27. November 2012 die Verkehrsfreigabe der restlichen Strecke bis zum Autobahnkreuz mit der M-9 bei Balinca. Damit ist die vierspurige Anbindung der Hauptstadt Pristina zur albanischen Grenze realisiert.
Die ehemals geplante Sektion 6 (13,8 km) wurde aus Kostengründen vorerst aus dem Autobahn-Projekt genommen und stattdessen die autobahnähnlich ausgebaute Nationalstraße M-9 mit in die Streckenführung der R-7 integriert. Es ist unklar, ob dieser Streckenabschnitt in Zukunft durch einen Autobahnneubau ergänzt wird oder die M-9 noch weiter ausgebaut und zur Autobahn R-7 hochgestuft wird.
Die Sektionen 7, 8 und 9 (Westumfahrung von Pristina, beginnend bei Sllatina e Madhe nördlich des Flughafens Pristina) sind fertiggestellt.
Der Weiterbau nach Niš verläuft von Truda nach Podujeva, wo sie dann in Serbien von Merdare über Prokuplje nach Niš verläuft.
Zurzeit finden Bauarbeiten an dem Grenzübergang statt. Diese können verbindlich mit der Autostrada R 7 sein.

## Wirtschaft

### Beschäftigung
Der Bau der Autobahn beschäftigt rund 1500 Bauarbeiter, zwei Drittel davon sind Personen aus dem lokalen Umland.

### Kosten
Die Projektkosten für die Autobahn nur bis Pristina beliefen sich auf etwa 600 Millionen Euro, allerdings ist die komplette Finanzierung des Projektes noch nicht gesichert.
Ende 2013 erlöste das US-amerikanisch-türkische Unternehmens-Konsortium Bechtel & Enka, für das der amerikanische Botschafter Christopher Dell selbst geworben hatte, 1,3 Milliarden US-Dollar für die ersten 77 Kilometer, vier mal so viel, wie üblicherweise eine Autobahn in der Region kostet. Die Autostrada R 7 gilt damit als die teuerste Autobahn Europas. Nach seiner Amtszeit als Botschafter bekam Dell einen Job bei Bechtel.